# Caminho do Sol

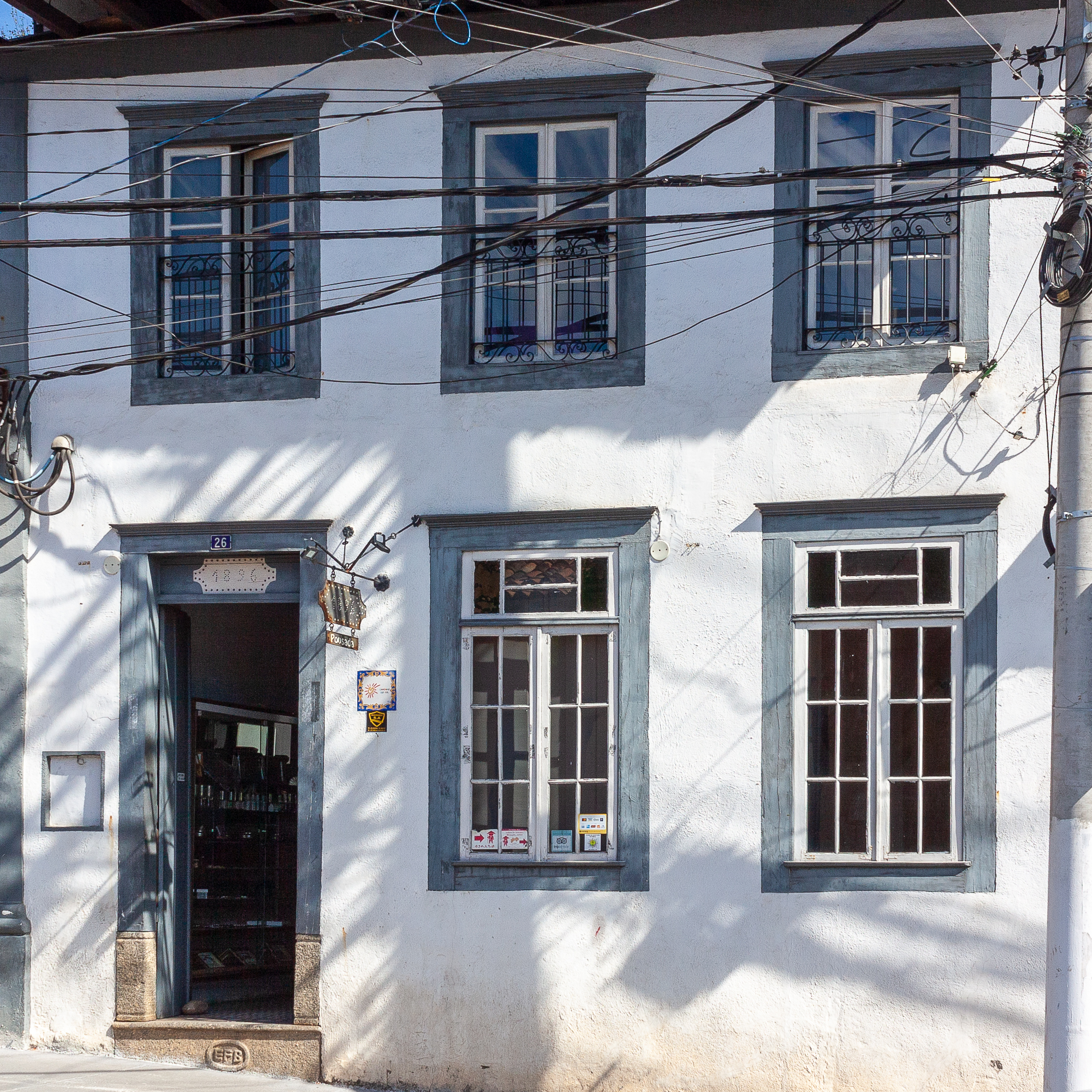
Ponto de partida do Caminho do Sol, Pousada 1896 em Santana de Parnaíba.

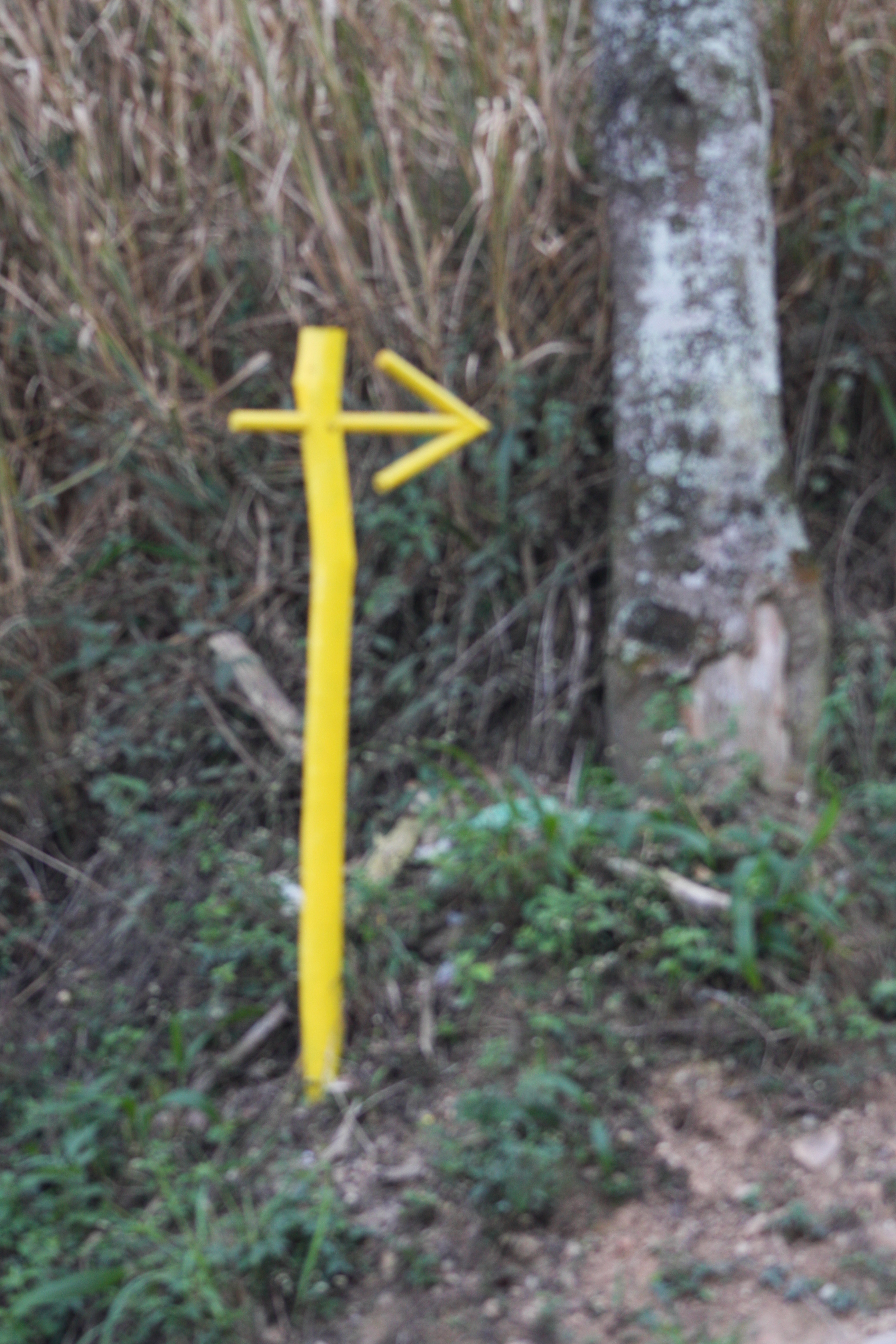
Marcação do Caminho do Sol em Pirapora do Bom Jesus, acesso ao Morro da Cruz.

Caminho do Sol é um percurso para pedestres e ciclistas entre as cidades de Santana de Parnaíba e Águas de São Pedro no estado de São Paulo. A rota foi inspirada no Caminho de Santiago de Compostela. Os caminhantes percorrem o Caminho do Sol em 11 dias, e os ciclistas em 3 ou 4 dias.
Cerca de 10 000 pessoas já fizeram a caminhada de 241 Km, que passa por 12 cidades. A rota foi criada em 2001 e possibilita ao peregrino períodos de reflexão e também íntimo contato com a natureza.

## Roteiro

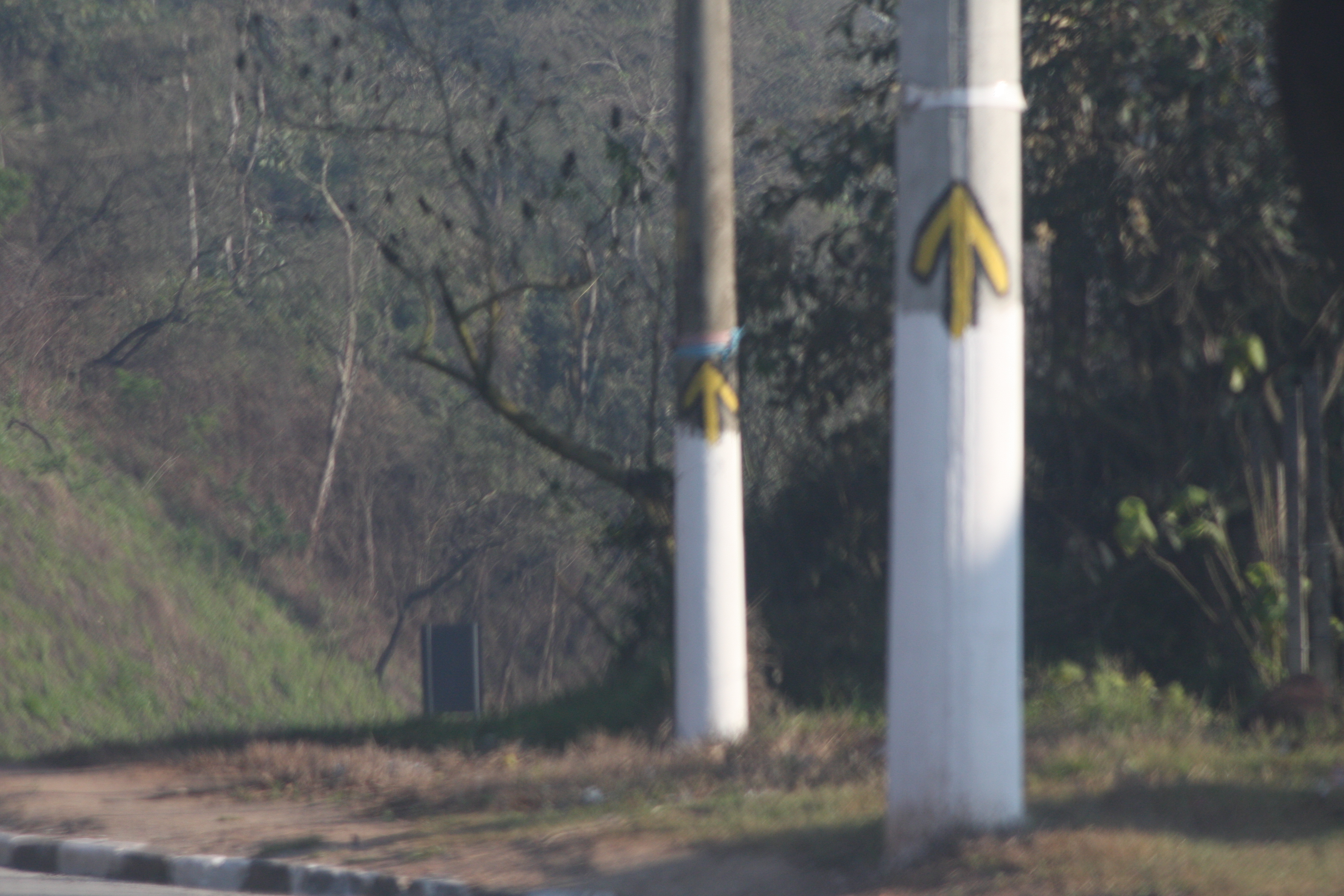
Marcação do Caminho do Sol em Santana de Parnaíba na Estrada dos Romeiros.

Para caminhantes:
|  |

| Percurso                                                                            | Distâncias (km) | Distâncias (km)        |
| Percurso                                                                            | Trecho          | até Águas de São Pedro |
| ----------------------------------------------------------------------------------- | --------------- | ---------------------- |
| Santana de Parnaíba - Águas de São Pedro                                            | &nbsp;          | 241                    |
| Santana de Parnaíba - Pirapora do Bom Jesus                                         | 14 \|           | 227                    |
| Pirapora do Bom Jesus - Cabreúva                                                    | 24 \|           | 203                    |
| Cabreúva - Haras do Mosteiro Itu                                                    | 24 \|           | 179                    |
| Haras do Mosteiro - San Marino Salto                                                | 28 \|           | 151                    |
| San Marino - Elias Fausto                                                           | 14 \|           | 137                    |
| Elias Fausto - Fazenda Milhá Capivari                                               | 21 \|           | 116                    |
| Fazenda Milhá - Mombuca                                                             | 20 \|           | 96                     |
| Mombuca - Clube Arapongas                                                           | 24 \|           | 72                     |
| Clube Arapongas - Monte Branco                                                      | 24 \|           | 48                     |
| Monte Branco - Artemis Piracicaba                                                   | 24 \|           | 24                     |
| Artemis - Artemis Águas de São Pedro                                                | 24 \|           | 0                      |
| (o ponto de partida e de chegada de cada trecho é em uma pousada com alimentação. ) |                 |                        |